# Padjasvärri
Padjasvärri är en kulle i Finland. Den ligger i Utsjoki kommun och landskapet Lappland, i den norra delen av landet, 1 000 km norr om huvudstaden Helsingfors. Toppen på Padjasvärri är 420 meter över havet. Padjasvärri ingår i Paistunturit.
Terrängen runt Padjasvärri är kuperad åt sydväst, men åt nordost är den platt.  Trakten runt Padjasvärri är nära nog obefolkad, med mindre än två invånare per kvadratkilometer. Närmaste större samhälle är Karigasniemi, 8,2 km sydväst om Padjasvärri. Omgivningarna runt Padjasvärri är i huvudsak ett öppet busklandskap.